# Sacodes tsushimensis
Sacodes tsushimensis es una especie de coleóptero de la familia Scirtidae.

## Distribución geográfica
Habita en Japón.